# Хибики (1932)
Хибики (яп. 響, Эхо) — двадцать второй из двадцати четырёх эсминцев класса «Фубуки», или второй из класса «Акацуки» (если этот подкласс рассматривается как самостоятельный), построенный для Императорского Японского Военно-Морского Флота в межвоенный период. Когда эти корабли были введены в строй, они были самыми мощными эсминцами в мире. Они оставались грозными кораблями до начала Тихоокеанской войны.

## История
Строительство современных эсминцев класса «Фубуки» было санкционировано в рамках программы расширения Императорского флота Японии, начатой в 1923 г. и призванной дать Японии качественное преимущество перед самыми современными кораблями мира. Эсминцы типа «Фубуки» имели характеристики, которые были огромным скачком по сравнению с предыдущими конструкциями эсминцев, настолько, что они были названы эсминцами специального типа (яп. 特型, Специальный тип). Большие размеры, мощные двигатели, высокая скорость, большой радиус действия и беспрецедентное вооружение придавали этим эсминцам огневую мощь, схожую со многими легкими крейсерами других военно-морских флотов. Подкласс «Акацуки» был улучшенной версией «Фубуки», внешне почти идентичной, но включающей изменения в двигательной установке.
«Хибики», построенный в военно-морском арсенале Майдзуру в Осаке, был третьим в улучшенной серии эсминцев «Тип III», оснащённой модифицированной орудийной башней, которая имела возвышение главного калибра корабельных орудий 127-мм/50 Тип 3 до 75° по сравнению с первоначальными 40°, что давало орудию способность вести зенитный огонь. «Хибики» был заложен 21 февраля 1930 года, спущен 16 июня 1932 года и введен в эксплуатацию 31 марта 1933 года.

## История службы

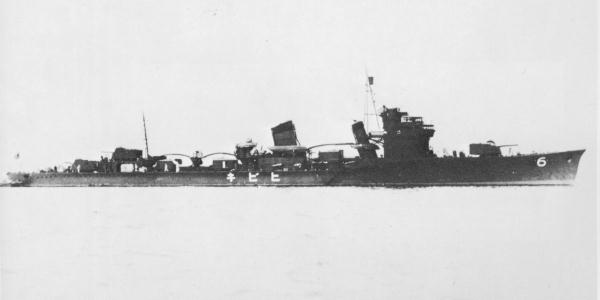
Hibiki в 1933 году

По завершении испытаний «Хибики» вместе с однотипными кораблями «Инадзума», «Икадзути» и «Акацуки» был сведён в 6-ю дивизию эсминцев.

### Вторая Мировая война
Во время атаки на Перл-Харбор «Хибики» был приписан к 6-й дивизии 1-го флота и был направлен из Мако для прикрытия южных сил адмирала Нобутаке Кондо, сопровождая японские военные корабли для десантирования в Малайе и вторжения на Филиппины, и продолжал поддерживать операции на территории Филиппин до конца марта 1942 года.
После ремонта в Йокосуке в апреле, «Хибики» перешёл с Оминато для поддержки вторжения в Кыску в ходе алеутской кампании в мае-июне 1942 года. 12 июня «Хибики» был поврежден в Кыске в результате нападения гидропланов ВМС США PBY Catalina, и в конце месяца был вынужден вернуться в Оминато. Ремонт в Йокосуке продолжался до октября.
С ноября 1942 г. до конца апреля 1943 г. «Хибики» выполнял эскортирование авианосцев «Унъё» и «Тайё» в различных операциях между Йокосукой и Труком, за исключением января 1943 г., который он провел в сухом доке в Йокосуке.
С мая 1943 года «Хибики» вернулся в северные воды и был назначен на патрулирование у побережья Хоккайдо и Курильских островов. Впоследствии «Хибики» оказывал помощь в эвакуации оставшихся в живых японских войск с Алеутских островов вплоть до августа.
После ремонта в Йокосуке в сентябре, «Хибики» был отправлен в Шанхай, откуда он сопровождал войсковые конвои в Трук и Рабаул. До конца ноября «Хибики» поручено сопровождать танкеры между Баликпапаном, Сингапуром и Труком, а также высокоскоростной транспорт между Труком, Понапе и Каролинскими островами. «Хибики» спас экипаж, оставшийся в живых после торпедирования танкера «Тэрукава-мару» 21 декабря. С конца декабря по апрель 1944 г. «Хибики» выполнял функции эскорта авианосцев «Хиё», «Рюхо» и «Тиёда» в различных операциях в западной части Тихого океана и в Голландской Ост-Индии. В апреле он вернулся в военно-морской арсенал Куре на техническое обслуживание, во время которого были установлены дополнительные зенитные орудия за счет одной из его основных орудийных башен.
В течение мая и июня 1944 года «Хибики» было поручено сопровождение танкеров. 14 мая он спас 125 выживших после торпедирования корабля «Иназума».
Во время битвы за Филиппинское море «Хибики» был назначен в состав Первых сил снабжения. Получил незначительный урон, а также два члена экипажа погибли в результате обстрелов самолётов союзников.
В августе «Хибики» сопровождал два конвоя из Модзи в Такао и Окинаву. В сентябре, после выхода из Такао с конвоем, направляющимся в Манилу, «Хибики» был торпедирован подводной лодкой USS «Hake»; взрыв почти полность уничтожил нос корабля. «Хибики» был отозван обратно в Йокосуку для капитального ремонта.
25 января 1945 года «Хибики» был переведен в 7-ю дивизию эсминцев 2-го флота, но остался в японских домашних водах. Затем, в мае, «Хибики» был переведен в Первый флот сопровождения и направлен в военно-морской округ Куре, где оставался в качестве сторожевого корабля до капитуляции Японии. После окончания войны «Хибики» был демилитаризован и использовался в качестве судна для репатриации и был вычеркнут из списков флота 5 октября 1945 года.

## На службе в Советском Союзе
5 апреля 1947 года «Хибики» был передан Советскому Союзу в г. Находке в качестве военного трофея и поставлен на службу в советском флоте под именем «Верный», после оснащения советским вооружением (шесть 130-мм пушек, семь 25-мм пулеметов, от четырёх до шести 12,7-мм пулеметов и шесть 533-мм торпедных труб). В 1948 году был переименован в «Декабрист».